# Moffat (Szkocja)
Moffat (gael. Mofad) – miasto w południowej Szkocji, w jednostce administracyjnej (council area) Dumfries and Galloway, historycznie w hrabstwie Dumfriesshire, położone w dolinie Annandale, nad rzeką Annan. W 2022 roku liczyło 2497 mieszkańców.
Założone w 1643 roku (burgh), począwszy od XVII wieku rozwinęło się jako miejscowość uzdrowiskowa za sprawą pobliskich źródeł mineralnych (Moffat Well, Hartfell Spa). Na popularności zyskało w epoce wiktoriańskiej, wraz z otwarciem w 1847 roku przebiegającej nieopodal linii kolejowej z Carlisle do Edynburga i Glasgow (Caledonian Main Line). Stacja kolejowa mieściła się w pobliskiej wsi Beattock, w 1881 roku otwarto odgałęzienie wiodące do samego miasta (stacja Moffat). Obie stacje zamknięto w latach 60. i 70. XX wieku. Współcześnie miasto jest ośrodkiem turystyki, choć utraciło funkcję uzdrowiskową. W okolicy rozwinięta jest hodowla owiec.
Z Moffat pochodził Hugh Dowding, naczelny dowódca RAF Fighter Command podczas bitwy o Anglię. W XVIII i XIX wieku mieszkali tu m.in. przyrodnik John Walker, pisarz James Macpherson, inżynier John Loudon McAdam oraz filantrop Stephen Mitchell. Miasto wielokrotnie odwiedzał poeta Robert Burns.